# Myotis moratellii
Myotis moratellii és una espècie de ratpenat de la família dels vespertiliònids. És endèmic de la costa de l'Equador, on viu a altituds d'entre 0 i 150 msnm. El seu hàbitat natural són els boscos de plana. Té una llargada total de 76-89 mm i un pes de 5-7 g. Fou anomenat en honor del quiropteròleg Ricardo Moratelli. Com que fou descobert fa poc, l'estat de conservació d'aquesta espècie encara no ha estat avaluat formalment.